# 헬퍼바이러스
헬퍼바이러스는 다른 방법으로 부족한 동시감염을 하는 바이러스를 복제할 수 있는 바이러스이다. 이러한 현상은 D형 간염 바이러스에서는 자연적으로 일어나지만 B형 간염 바이러스는 복제하기 위해 동시감염을 하는 세포를 필요로 한다. 헬퍼바이러스는 또한 유전자의 발현과 유전자의 치료를 위해서 바이러스 벡터를 복제하고 전파하는 데에도 이용된다.

## 같이 보기
- 바이러스